# .tk
.tk je internetová národní doména nejvyššího řádu pro Tokelau (podle ISO 3166-2:TK).
Byl zahájen unikátní projekt, který umožňuje na stránkách registrátora zadarmo registrovat doménu druhého řádu. Pro takové domény už musí být spuštěna existující webová stránka na Internetu. Domény registrované zdarma musejí být dlouhé minimálně čtyři písmena.
Cílem tohoto projektu je zpopularizovat jinak málo známé Tokelau a upozornit na některé jeho problémy.
Navíc je možné zaplatit registraci doménového jména. Placená jména mohou být i kratší než čtyři znaky, to je například případ domovské stránky tcl.tk programovacího jazyka Tcl/Tk.
Pro placené registrace jsou rezervovány ochranné známky společností Fortune 500. Tím je zabráněno spekulativním registracím.